# Kraljica od Sabe
Kraljica od Sabe, koju spominju Biblija, Kuran i etiopska povijest, bila je vladar Sabe, pokrajine koju moderna arheologija svrstava u današnji Jemen. Različiti izvori nazivaju je još i Bilkis ili Makeda.

## Priča po Bibliji
Prema Bibliji, (neimenovana) kraljica od Sabe čula je za veliku mudrost izraelskog kralja Salomona i otputovala u njegovo kraljevstvo s poklonima, biljkama i začinima za kralja, kako je navedeno u Prvoj knjizi o kraljevima. Kraljice se dojmila Salomonova mudrost koju je iskušala zagonetkama i bogatstvom. Isto tako je zadivljena domom koji je sagradio, jelima na stolu, slugama njegovim kako sjede za stolom, poslužiteljima njegovim što su dvorili kod stola i odjećom njihovom, pićem njegovim i žrtvama paljenicama koje je prinosio u domu Jahvinu (Jehovinu). Potom je dala kralju stotinu i dvadeset talenata zlata, balzama vrlo mnogo, te dragog kamenja. Nikada više nije došlo toliko balzama koliko je kraljica od Sabe dala kralju Salomonu. Salomon je dao kraljici od Sabe sve što je poželjele i zatražila, ne računajući ono što joj je dao zato što je bio podatne ruke. Potom je otišla i vratila se u zemlju svoju hvaleći Salomonovog Boga: „Neka je blagoslovljen Jahve (Jehova) Bog tvoj kojem si tako omilio da te postavio na prijestolje Izraelovo. Jahve zauvijek ljubi Izraela i zato te postavio za kralja da sudiš i dijeliš pravdu!“

## Priča po Kuranu
Kuran nigdje ne spominje ime Kraljice od Sabe, iako je arapski izvori nazivaju Bilkis. Priča je slična biblijskoj. Prema ovoj inačici, Sulejmanu (Salomon u islamu) stižu vijesti o kraljevstvu kojim gospodari kraljica, a u kojem obožavaju Sunce. On šalje pismo u kojem prijeti napadom. Pošto su razmijenili poklone, kraljica stiže u Sulejmanov dvor, gdje prihvaća monoteizam i poštovanje Boga.

## Priča prema etiopskim izvorima
Vladarska obitelj Etiopije smatra da potječe izravno od Kralja Salomona i Kraljice od Sabe, koja se u etiopskim pričama zove Makeda. Smatra se da je etiopska epska povijest kraljeva, „Kebra Negast“ ili „Slava Kraljeva“, zabilježila povijest Makede i njenih nasljednika. Kralj Salomon je, prema ovoj priči, zaveo Kraljicu i s njom imao sina koji je kasnije postao Menelik I., prvi vladar Etiopije. Drevno društvo koje je preraslo u modernu etiopsku državu, formirano je migracijama južnih Arabljana preko Crvenog mora i njihovim brakovima s lokalnim stanovništvom. Drevna kraljevina Etiopije, Aksum, obuhvaćala je veliki dio Južne Arabije, uključujući Jemen sve do dolaska islama, a amharik i tigraj, jezici Etiopije, su semitski jezici. Ništa se konkretno ne zna o Makedi, ali veliki bazen za kupanje u blizini grada Aksuma i ruševine drevne palače domaće stanovništvo često povezuje s njom, iako se smatra da je palača iz mnogo kasnijeg razdoblja. Vjerojatno je da su južnoarabijska i etiopska legenda inačice jedne te iste priče.

## Suvremeno gledište
Neki od suvremenih arapskih stručnjaka svrstavaju Kraljicu od Sabe ne u Jemen, kako su to činili stariji arapski izvori, već na položaj vladara trgovačke kolonije na sjeverozapadu Arabije koje su ustanovila južnoarapska kraljevstva. Suvremeni arheološki nalazi govore o mogućnosti da je takva kolonija postojala, iako za sada ne postoji ništa što bi to sa sigurnošću potvrdilo.